# Ostend Challenger 1985
L'Ostend Challenger 1985 è stato un torneo di tennis facente parte della categoria ATP Challenger Series nell'ambito dell'ATP Challenger Series 1985. Il torneo si è giocato a Ostenda in Belgio dal 12 al 18 agosto 1985 su campi in terra rossa.

## Vincitori

### Singolare
Bruno Orešar ha battuto in finale  Juan Antonio Rodríguez con il punteggio di 6–4, 7–6

### Doppio
Alain Brichant /  Jan Van Langendonck hanno battuto in finale  Massimo Cierro /  Ivan Kley con il punteggio di 6–2, 6–2